# Nisides Mykonou (Rineia, Chtapodia, Tragοnisi)
Nisides Mykonou (Rineia, Chtapodia, Tragοnisi) este o arie protejată (arie de protecție specială avifaunistică — SPA) din Grecia întinsă pe o suprafață de 18.508,59 ha, integral pe uscat.

## Localizare
Centrul sitului Nisides Mykonou (Rineia, Chtapodia, Tragοnisi) este situat la coordonatele 37°24′47″N 25°34′04″E / 37.412939°N 25.567651°E.

## Înființare
Situl Nisides Mykonou (Rineia, Chtapodia, Tragοnisi) a fost declarat arie de protecție specială avifaunistică în octombrie 2002 pentru a proteja 9 specii de animale.

## Biodiversitate
Situată în ecoregiunile marină mediteraneană și mediteraneană, aria protejată nu include niciun habitat protejat.
La baza desemnării sitului se află mai multe specii protejate de  păsări (9): lăstunul mare (Apus apus), caprimulg (Caprimulgus europaeus), lăstun de casă (Delichon urbicum), Emberiza caesia, Falco eleonorae, șoim călător (Falco peregrinus), rândunică (Hirundo rustica), Phalacrocorax aristotelis desmarestii, Tachymarptis melba.
Pe lângă speciile protejate, pe teritoriul sitului au mai fost identificate 1 specie de păsări.